# Anna Földényi
Anna Maria Földényi (Düsseldorf, 22 agosto 1974) è un'ex tennista ungherese.

## Carriera
Nel corso della sua carriera ha vinto 13 titoli ITF di singolare e 3 di doppio. Nei tornei del Grande Slam ha ottenuto i suoi migliori risultati raggiungendo il secondo turno agli Australian Open del 1992 e nell'Open di Francia nel 1993 e nel 2000.

## Statistiche

### Risultati in progressione

#### Singolare nei tornei del Grande Slam
| Torneo          | 1992 | 1993 | 1994 | 1995 | 1996 | 1997 | 1998 | 1999 | 2000 | 2001 | 2002 | 2003 | 2004 | 2005 | 2006 | 2007 |
| --------------- | ---- | ---- | ---- | ---- | ---- | ---- | ---- | ---- | ---- | ---- | ---- | ---- | ---- | ---- | ---- | ---- |
| Australian Open | 2T   | 1T   | A    | A    | A    | A    | A    | A    | 1T   | A    | A    | A    | A    | A    | A    | A    |
| Open di Francia | A    | 2T   | A    | A    | A    | A    | A    | 1T   | 2T   | A    | A    | A    | A    | A    | A    | A    |
| Wimbledon       | A    | A    | A    | A    | A    | A    | A    | 1T   | A    | A    | A    | A    | A    | A    | A    | A    |
| US Open         | A    | A    | A    | A    | A    | A    | A    | A    | A    | A    | A    | A    | A    | A    | A    | A    |

#### Doppio nei tornei del Grande Slam
Nessuna partecipazione

#### Doppio misto nei tornei del Grande Slam
Nessuna partecipazione